# Lonchura montana
El capuchino montano (Lonchura montana) es una especie de ave paseriforme de la familia Estrildidae endémica de las montañas de Nueva Guinea, en Indonesia.

## Descripción
Ambos sexos tienen un aspecto similar. Sus partes superiores son principalmente de color pardo, aunque la mitad frontal de su cabeza es negra, en contraste con su pecho, parte frontal del cuello y auriculares que son de color canela anaranjado, al igual que su obispillo. Su vientre es blanco con listado negro. Su pico es de color gris. Los juveniles tienen el pico negro y las partes inferiores blanquecinas. Generalmente se encuentra en pequeñas bandadas de seis a veinte individuos. Su dieta se compone principalmente de semillas, hierba y otros vegetales.

## Distribución y hábitat
Se encuentra únicamente en las montañas occidentales del interior de la isla de Nueva Guinea. Se distribuye por los herbazales alpinos de las montañas Sudirman y Star. Es un pájaro común en su limitada área de distribución por lo que se clasifica como especie bajo preocupación menor en la Lista Roja de la UICN.